# Fernand Alexander
Fernand Albert Richard Alexander (Brugge, 10 mei 1927 – De Haan, 30 december 1980) was een Belgisch geneesheer en professor. Van 1955 tot zijn dood leidde hij het Zeepreventorium. 

## Korte biografie
Na studies aan de Rijksuniversiteit van Gent (RUG), werd Alexander hoofdgeneesheer van Zeepreventorium De Haan. Onder zijn leiding kwam het Zeepreventorium (ZPM) voornamelijk in de publiciteit door haar behandeling van astma bij kinderpatiënten.
Naast zijn functies als onder meer docent aan de Vrije Universiteit Brussel, lid van verscheidene beheerraden en als reserve-officier belast met vertrouwensopdrachten, maar zijn levenswerk bestond uit het ZPM en doceren aan de universiteit. 

## Het Zeepreventorium De Haan
Alexander kwam als stagiair van de Rijksuniversiteit Gent in 1947 in het Zeepreventorium te De Haan, dat toen onder leiding stond van Fernand Parisel. De hoofdtaak van het preventorium was de behandeling van beentuberculose in het Medisch Paviljoen. Het hoofdgebouw (Solvay-gebouw) bleef ongebruikt na de Tweede Wereldoorlog tot in 1953.
In 1955 nam Alexander de leiding van het ZPM over. Vanaf dat moment was het ZPM van De Haan zijn preventorium. Er werd geen onderscheid meer gemaakt tussen de twee entiteiten vanaf 1957. Dankzij het gebruik van antibiotica daalde het aantal tuberculose-slachtoffers en profileerde het preventorium zich als centrum voor de behandeling van astma.
In 1961 werd het Hoger Instituut voor Sociale Studiën (HISS) opgericht. Het preventorium kon daardoor beschikken over goedkope arbeidskrachten, namelijk studenten en stagiairs (begeleiders van de kinderen). Deze monitoren werden pappies en mammies genoemd. Deze traditie is tot op heden in gebruik. De opvoeders bleven twee weken in het preventorium en sliepen in het gebouw zelf.
Alexander had grootse plannen waarvoor geld nodig was. Een concert van Gilbert Bécaud (1963) bracht 350.000 BEF op, waarmee een zeewaterzwembad in het Medisch Paviljoen gebouwd kon worden. Regelmatig werden er Sprookjesnachten georganiseerd die voor extra geld zorgden. Talrijke artiesten traden gratis op: eerst in een tent voor het hoofdgebouw, nadien in de Tritonzaal die zojuist afgewerkt was. Tot de artiesten behoorden onder andere Annie Cordy, Tony Corsari, Franck Pourcel, Françoix Glorieux en Salvatore Adamo. De Tritonzaal werd gebruikt voor de interieur-scènes van Franz (1971), een film van (en met) Jacques Brel.
Geneesheren van over de hele wereld kwamen regelmatig op werkbezoek. Op het hoogtepunt van het preventorium beschikte de instelling over een tandartskabinet, een radiologie-afdeling, spirologie (onderzoek van de longfunctie), verschillende kinesie-zalen en een ontspanningsruimte. Het preventorium Georges Born te Wenduine werd een annexe van het preventorium. Tot in 1969 (het jaar dat de Noordzee bevroor) droegen de kinderen korte broeken tot in de winter. Later werden trainingspakken ingevoerd.
Het leven op het ZPM bestond voor de kinderen uit veel sport, zoals zwemmen, handbal, basketbal, en crossen in de duinen of op het strand. Daarnaast kwamen ze in aanraking met geiten, schapen, ezels, katten, honden, eenden en konijnen van de 'kinderboerderij' van het ZPM. Dit was om kinderen te laten wennen aan omstandigheden buiten het ZPM.
Iedere klas telde gemiddeld een tiental leerlingen. Omdat patiënten soms halverwege het jaar ingeschreven werden, was het onderwijs individueel gericht. Door ziekte hadden bepaalde leerlingen een schoolachterstand.
Alles werd in het werk gesteld om de kinderen hun astmatische aandoeningen te leren beheersen en zo een zo normaal mogelijk leven te leiden buiten het wereldje van het ZPM. De belangrijkste aspecten van de therapie waren: zo weinig mogelijk afhangen van medicaties, zo veel mogelijk huisstof elimineren (het vermijden van de aanwezigheid van de huisstofmijt), zo veel mogelijk aan sport doen en opnieuw leren ademen (via kinesitherapie).

## Moeilijke jaren en tragische afloop
In 1973 was er de oliecrisis in België en de staat moest besparen. Het werd moeilijker en moeilijker om een kind in het preventorium te plaatsen. Minder opgenomen kinderen betekende minder opbrengsten, terwijl de kosten nagenoeg onveranderd bleven. Het preventorium was een v.z.w. die enkel kon rekenen op een vaste toelage per opgenomen kind. Alexander moest al zijn energie gebruiken om het preventorium draaiende te houden en zat geregeld in Brussel om geld voor het preventorium te vinden. Het beheer van Alexander werd ter discussie gesteld en bemoeilijkt door een aantal personeelsleden die het niet eens waren met zijn beleid. In de nacht van 29 op 30 december 1980 pleegde Alexander zelfmoord in zijn woning op het terrein van het ZPM. Deze woning wordt nu gebruikt door de volwassen muco's van het zeepreventorium.